# Oroya (transporte)
El transporte Oroya fue un buque de guerra de la Marina de Guerra del Perú que participó en la Guerra del Pacífico.

## Adquisición
Este buque lo compró Perú el 26 de marzo de 1879 por £58.333 s6 d8 a la Pacific Steam Navigation Company, ante la necesidad de contar con un transporte veloz que pueda ser artillado.

## Operaciones Bélicas

### Comisiones en 1879
Apenas pasó a manos peruanas, se le dio el mando del buque al capitán de navío Toribio Raygada y entró a mantenimiento. El 10 de mayo de 1879 fue agregado a la 2° División Naval al mando del capitán de navío Aurelio García y García y conformada también por la corbeta Unión y la cañonera Pilcomayo.
El 16 de mayo de 1879 zarpó del Callao en convoy con los transportes Chalaco y Limeña, siendo escoltados por los blindados Huáscar e Independencia, llegando a Arica el 20. El 22 de mayo zarpa a Pisagua donde desembarca al batallón boliviano Olañeta de 450 plazas. Fondea nuevamente en el Callao el 25 de mayo. 
El 1 de junio se le artilla con dos cañones Armstrong de a 40 libras. 
El 19 de junio de 1879 zarpa del Callao y llega a Arica el 22. Viaja a Pisagua el 24 de junio, pero como ve luces, se aleja cuando entraba al puerto, aunque al final se da cuenta de que era un vapor mercante. El 25 de junio descargó 7 torpedos (minas marinas) y regresó a Arica el 26, donde embarca al batallón Artesanos de Tacna (300 plazas) y al escuadrón Cazadores de Tacna (50 jinetes) y ese mismo día los desembarca en Ite. El 27 de junio, embarca en Mollendo 600 reclutas y desembarca la mitad de ellos en Ite el 28, realiza varias comisiones y el 2 de julio desembarca la otra mitad. El 3 de julio parte de Arica, escoltada por la Pilcomayo con la 3° División boliviana al mando del general Pedro Villamil compuesta por 1500 hombres y las desembarca en Pisagua el 4 de julio. El 9 de julio carga al batallón Victoria (800 plazas) en Mollendo y los desembarca en Arica el 10 de julio. Fondea nuevamente en el Callao el 14 de julio después de intensa actividad.
El 22 de agosto salió de Arica junto al Huáscar, al que acompañó en una de sus correrías o cuarta expedición.
El 12 de septiembre viaja a Panamá y regresa al Callao el 30 con una lancha Herreshoff que embarcó en partes.

### Última expedición
La Oroya zarpó del Callao el 26 de marzo de 1880 y llevó al sur un cargamento de 1800 rifles de diversos sistemas y calibres, municiones, 2 Blakely de a 9 libras, 2 Blakely de a 4 libras, 2 White y 4 ametralladoras para formar el Segundo Ejército del Sur de Perú en Arequipa. 
Descargó los pertrechos en la playa de Chira el 30 de marzo y de ahí hizo rumbo al sur, llegando a la caleta Duende en la bahía de Tocopilla, donde había una guarnición chilena de 23 hombres, que no pudo impedir que la Oroya atacase al vaporcito Taltal de 45 toneladas, que para evitar ser capturado, se embarrancó en la playa. Ahí capturó la lancha a vapor Tocopilla, tomada por el teniente 2° Fermín Diez Canseco, a la que llevó a remolque.
Llegó a Camaná el 4 de abril y al Callao el 8, luego de cumplir su misión en aguas chilenas. Fue la última expedición de un buque peruano sobre aguas chilenas.
La Oroya quedó anclada durante el bloqueo del Callao hasta el hundimiento de toda la escuadra peruana el 17 de enero de 1881.

### Lancha Tocopilla
La lancha que capturó el Oroya fue bautizada como Tocopilla. Era una lancha de 12 metros de largo, capacidad de 15 toneladas y andar de 10 nudos. Permaneció bajo el cuidado del transporte Oroya, que le proporcionaba tripulación.
La lancha sufrió un problema en su caldera y entró a servicio el 8 de mayo de 1880. Fue armada con un cañón Preston de 12 libras y pasó a formar parte de la flotilla de fuerzas sutiles al mando del capitán de fragata Patricio Iriarte. Tiempo después se le agregó una ametralladora.
Fue hundida junto con toda la escuadra peruana el 17 de enero de 1881 para evitar que cayera en manos chilenas tras la ocupación de Lima.